# Wujiang
Wujiang  léase Uú-Chiáng (en chino simplificado, 吴江区; pinyin, Wújiāng qū) es uno de los cinco distritos urbanos de Suzhou, provincia de Jiangsu. La división a nivel de condado más meridional de Jiangsu, limita con Shanghái al noreste y Zhejiangprovincia al sur y suroeste. La superficie total de Wujiang es de 1176,68 kilómetros cuadrados, con una población de 1,5 millones. Actualmente, Wujiang es una de las ciudades con mayor éxito económico de China. Songling (松陵), una ciudad ubicada en el centro de Wujiang, es la sede del gobierno del distrito.

## Geografía
Una parte del lago Tai se encuentra en el distrito de Wujiang. Numerosos canales históricos se encuentran en el distrito de Wujiang. El pueblo histórico de Lili se encuentra en Wujiang. El gobierno ha anunciado que Wujiang será designada como Ciudad Nueva Taihu.

## Divisiones administrativas
En la actualidad, el distrito de Wujiang tiene 1 subdistrito y 8 ciudades.
Subdistrito
- Binhu (滨湖街道)

Ciudades
- Lili (黎里镇)
- Qidu (七都镇)
- Shengze (盛泽镇)
- Pingwang (平望镇)
- Songling (松陵镇)
- Taoyuan (桃源镇)
- Tongli (同里镇)
- Zhenze (震泽镇)

## Economía
Wujiang actualmente se ubica como una de las ciudades económicamente más exitosas de China. Su PIB en 2007 fue de 61,8 mil millones de yuanes, un aumento del 24,4 % desde 2006. El PIB per cápita alcanzó 78,149 yuanes (aproximadamente US $ 10,700) en 2007, un aumento del 21,6 % con respecto al año anterior. La ciudad alberga más de 1.300 empresas extranjeras con una inversión total registrada de US $ 10 mil millones.

## Deportes
El estadio de Wujiang con capacidad para 15 000 personas está ubicado en el distrito de Wujiang. Se utiliza principalmente para el fútbol.

## Ciudades hermanas
Wujiang tiene ocho ciudades hermanas:
| - Bourgoin-Jallieu, Francia - Chiba Japón - Dubbo, Australia - Hwaseong, Corea del Sur | - Marlboro, Estados Unidos - Mogale, Sudáfrica - Palatinado Sudoccidental, Alemania - Uchinada, Japón |